# Civeta de palmera de dents petites
La civeta de palmera de dents petites (Arctogalidia trivirgata), també coneguda amb el nom de Three-striped Palm Civet (en català, civeta de palmera de tres ratlles), és una civeta. Viu als boscos densos del sud-est asiàtic, des d'Assam a l'Índia fins a Indoxina i a la península Malaia, Sumatra, Bangka, Java, Borneo, i nombroses petites illes adjacents d'Indonèsia.
La primera descripció científica d'aquesta espècie pertany a John Edward Gray l'any 1832 es va basar en un exemplar zoològic de les illes Moluques a la col·lecció del Rijksmuseum van Natuurlijke Historie de Leiden, Països Baixos. És de color gris negre, té les potes negres i tres franges longitudinals negres a l'esquena.

## Anatomia
La civeta de palmera de dents petites és de mida mitjana pels estàndards de la seva família, amb un pes d'uns 2,4 quilos i una longitud d'uns 53 centímetres de cos, més una cua de 58 centímetres. Té un pèl curt que és generalment un color vermellós o beix al cos, mentre que el cap és un moreno grisenc més fosc. El musell és de color marró amb una ratlla blanca que s'estén des del nas fins al front. La part posterior té tres ratlles de color negre o marró fosc al llarg de la longitud del cos. Només les femelles tenen la glàndula odorífera perineal, situada a prop de la vulva.

## Dieta
La seva dieta és omnívora, que generalment consisteix en insectes, petits mamífers, ous d'ocells, fruits, granotes i llangardaixos.

## Hàbitat i comportament
El seu hàbitat coincideix amb el d'altres civetes de palmera. És un animal solitari, arbori i nocturn.

## Reproducció
El seu període de gestació és de 45 dies, amb una ventrada generalment de 3 cries, que neixen en forats fets als arbres. Les cries obren els ulls als 11 dies i són deslletats als dos mesos. La civeta de palmera de dents petites poden tenir dues ventrades per any, sense època d'aparellament. Viu al voltant d'onze anys.

## Amenaça
Com molts animals del sud-est asiàtic, es troba en situació de lleugera amenaça degut principalment a la desforestació del seu hàbitat.